# 黑帶普提魚
黑帶普提魚，又稱黑帶狐鯛，為輻鰭魚綱鱸形目隆頭魚亞目隆頭魚科的其中一種，分布於西印度洋區，包括模里西斯、留尼旺海域，棲息深度10-40公尺，本魚最大特徵在成魚身體後半部近尾柄處有一寬黑條紋，體長可達32公分，棲息在臨海礁石區海域，生活習性不明，可作為食用魚。

## 擴展閱讀
維基物種上的相關：黑帶普提魚